# Chloanthes

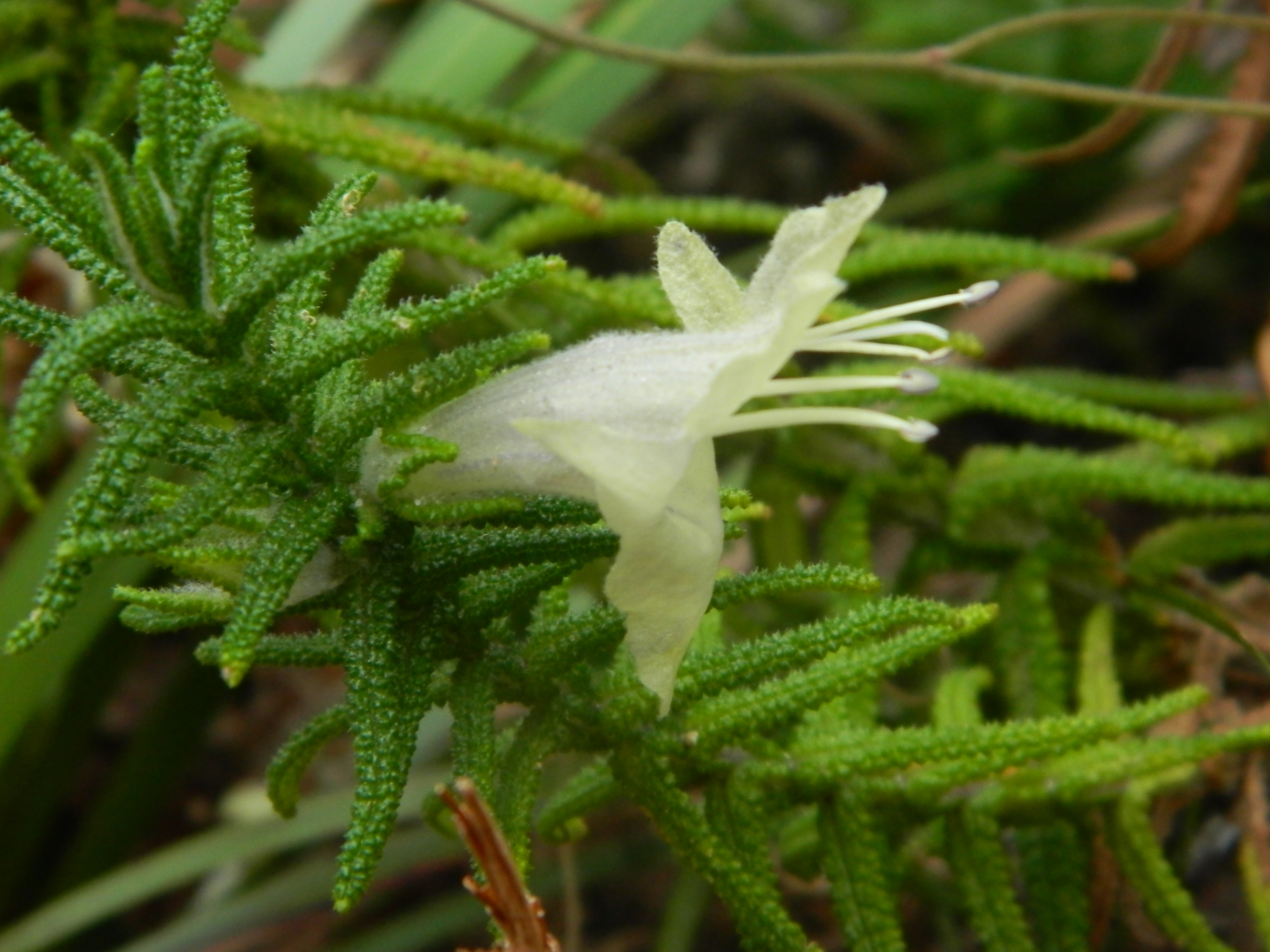
Otro ejemplo, de corola blanca: Chloanthes stoechadis

Chloanthes es un género de plantas con flores perteneciente a la familia de las lamiáceas. Comprende 31 especies descritas y, de estas, sólo 4 aceptadas. Es endémico de Australia (Estados de Nueva Gales del Sur, Queensland y Australia Occidental).

## Descripción
Se trata de matas siempreverdes que llegan a casi 1m de altura, resinosas o no, con los tallos y ramas de sección más o menos cirdular y cubiertas de un indumento lanudo de pelos ramificados/dendroides. Las hojas, pequeñas y lineales, son opuestas y decusadas o en verticilos de 3, sésiles y muy decurrentes, enteras, con limbo geométricamente rugoso-ampollado o arrugadas y de bordes aserrados muy revolutos. La inflorescencia es cimosa, con flores solitarias axilares, bracteoladas, pediculadas o subsésiles, hermafroditas, zigomórficas, con el cáliz, persistente en la fructificación, profundamente pentalobulado y la corola, más larga que este último, tubular-alargada y habitualmente curvada y dialtada distalmente, también con 5 lóbulos repartidos en 2 labios, el superior bilobulado y el inferior trilobulado (con el mediano más largo que los otros 4), mientras la garganta de dicha corola es peluda interiormente; el color va del verde-amarillento, o verde-crema, hasta purpúreo pálido con o sin puntos más oscuros, pasando por el rojo. El androceo está formado por 4 estambres didínamos (los 2 superiores más largos), todos funcionales, implantados cerca de la base del tubo de la corola y con los filamentos filiformes tomentosos. El gineceo, más o menos lobado y de ápice peludo, tetralocular con un óvulo por lóculo, tiene el estilo filiforme glabro con estigma bífido y deriva en un fruto drupáceo indehiscente coriácea generalmente dividido en 2 mericarpos biloculares con 2 semillas sin endospermo cada uno.

## Taxonomía
El género fue descrito por Robert Brown y publicado en Prodromus Florae Novae Hollandiae, p. 369-370, 1810. La especie tipo es: Chloanthes stoechadis.
Etimología
Chloanthes: vocablo griego construido con las palabras χλόος-ούη, verdoso, verde amarillento, y αυθος, flor; o sea «flor verdosa», refiriéndose al color del espécimen que lucía este colorido, pues estaba seco cuando se examinó.

## Especies aceptadas
- Chloanthes coccinea Bartl. in J.G.C.Lehmann
- Chloanthes glandulosa R.Br.
- Chloanthes parviflora Walp.
- Chloanthes stoechadis R.Br.[2]